# X-Ray Imaging and Spectroscopy Mission

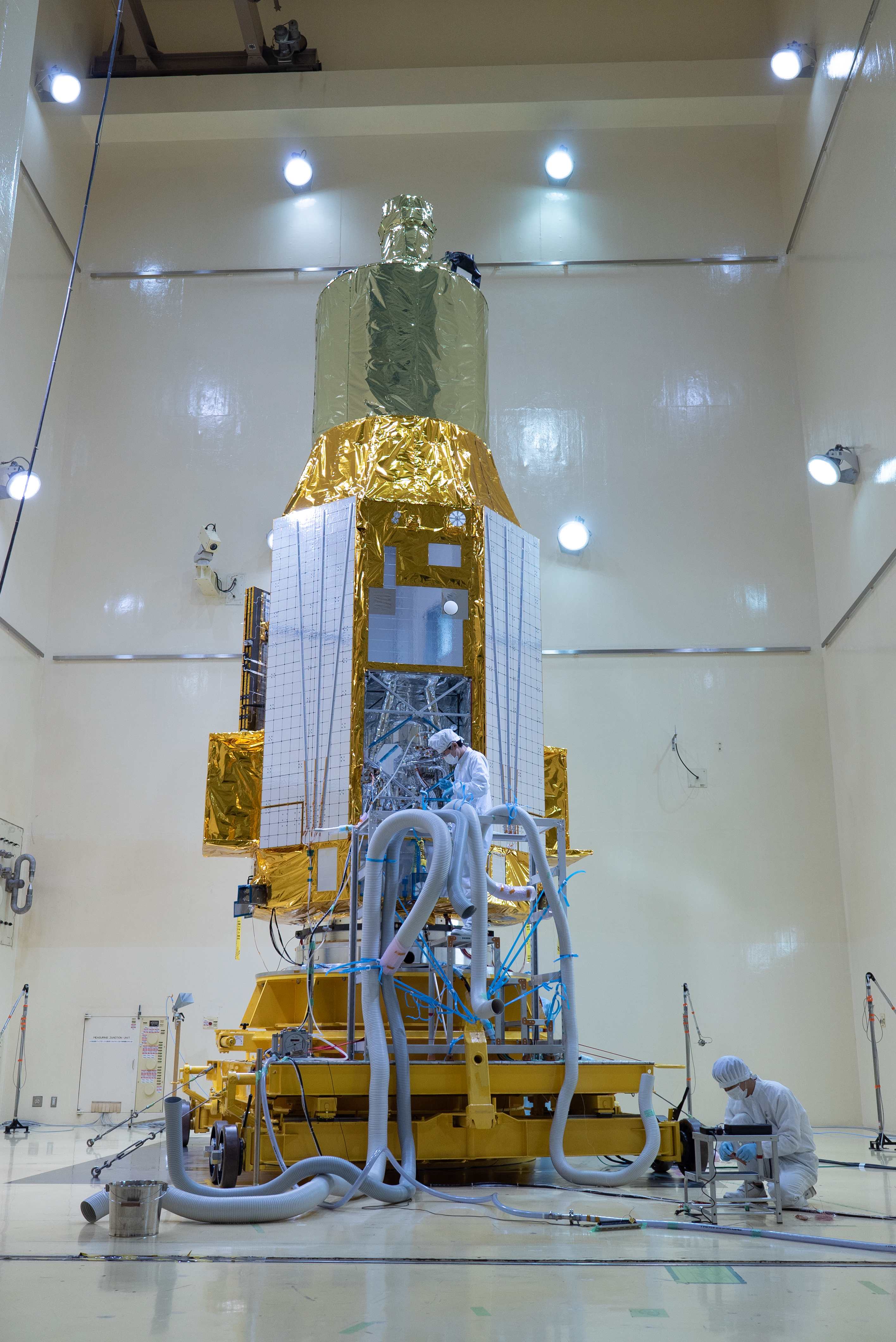
XRISM

De X-Ray Imaging and Spectroscopy Mission (XRISM) is een Japans-Amerikaanse röntgen-ruimtetelescoop, die onder andere de evolutie van het universum moet bestuderen. Op 6 september 2023 werd de ruimtesatelliet gelanceerd.

## Doel
De XRISM moet röntgenstraling uit het heelal opvangen om de meest energetische verschijnselen in de kosmos te bestuderen, zoals de evolutie van de grootste structuren in het universum, de verdeling door de kosmos van de materie waaruit we uiteindelijk samengesteld zijn en de vorming van sterrenstelsels door massieve zwarte gaten in hun centra.

## Ontwikkeling
De telescoop-satelliet is tot stand gekomen in een samenwerking tussen Japan en de Verenigde Staten. Het Nederlands ruimteonderzoeksinstituut SRON bouwde mee aan de röntgentelescoop.

## Vlucht
De satelliet werd op 6 september 2023 om 23:42 UTC gelanceerd vanaf het Tanegashima Space Center met een Japanse H-IIA-raket van Mitsubishi Heavy Industries, die ook de Japanse maanlander SLIM aan boord had. Ongeveer een kwartier later werd XRISM van de raket losgekoppeld en in een baan rond de aarde gebracht. Drie eerdere lanceringspogingen eind augustus gingen niet door wegens slechte weersomstandigheden.

## Missie
De telescoop-satelliet draait in een lage baan om de aarde op een hoogte van 550 km met een hellingshoek van 31,0 graden.
Hij moet drie jaar lang operationeel blijven. Heliumtanks zorgen gedurende die periode voor de nodige cryogene afkoeling van de apparatuur. Verlenging van de levensduur van de missie is mogelijk met enkel mechanische afkoeling zonder cryogeen.